# Xian de Funing (Jiangsu)
Pour les articles homonymes, voir Funing.
Le xian de Funing (pinyin : Fùníng Xiàn, 阜宁县, chinois traditionnel : 阜寧縣) est un district administratif de la province du Jiangsu en Chine. Il est placé sous la juridiction de la ville-préfecture de Yancheng.

## Démographie
La population du district était de 1 066 700 habitants en 2004, dont 310 000 (en 2007) dans l'aire urbaine.
| 1999      | 2004      |
| --------- | --------- |
| 1 072 254 | 1 066 700 |

## Administration
Le chef-lieu est le bourg (zhèn) de Fucheng (阜城镇). Le xian comporte vingt bourgs (Fucheng 阜城镇, Goudunzhèn 沟墩镇, Wutanzhèn 吴滩镇, Helixiang 合利镇, Chenliangzhèn 陈良镇, Shizhuangzhèn 施庄镇, Sanzaozhèn 三灶镇, 郭墅镇, 新沟镇, 陈集镇, Yangzhaizhèn 羊寨镇, 芦蒲镇, 硕集镇, Banhuzhèn 板湖镇, 东沟镇, 益林镇, 公兴镇, 杨集镇, Guhezhèn 古河镇 et 罗桥镇).
le préfixe téléphonique est 0515.

## Histoire
L'unité administrative est créée en 1731, sous la dynastie Qing.

## Géographie
Funing est située à 400 km de Shanghai, par la route.
Le xian a une superficie de 1 439 km2, dont 69 km2 pour le chef-lieu, Fucheng.

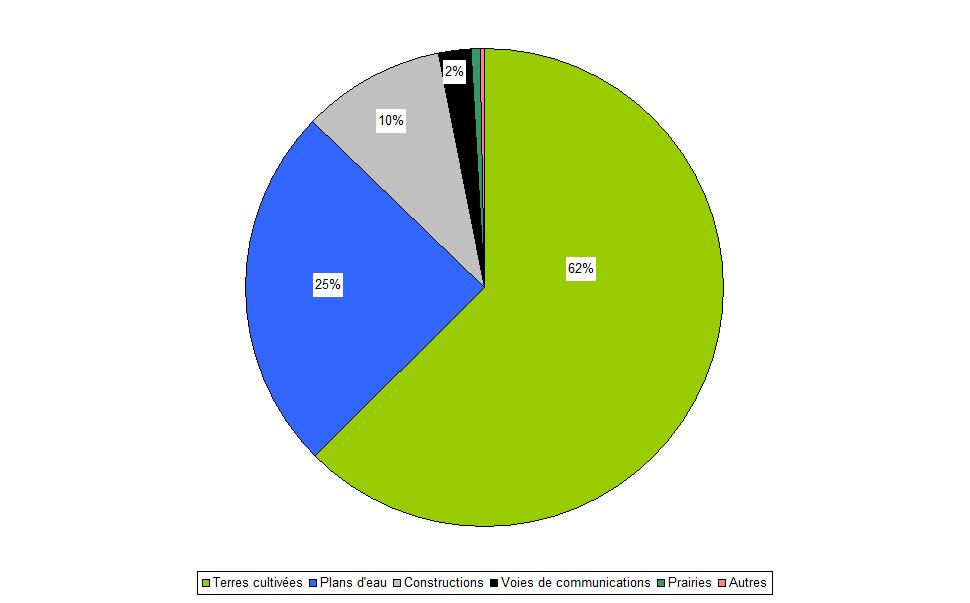
Occupation des sols dans le xian de Funing (Jiangsu, Chine)

Les terres cultivées occupent 887,511 km2, les plans d'eau 351,571 km2, la superficie construite (résidentielle et industrielle) 138,391 km2, les voies de communications 34,807 km2, les prairies 7,584 km2, les forêts 1,736 km2, les friches 1,187 km2 et les vergers 1,655 hectare.

## Transports
Funing est desservie par la voie rapide du Ningjingyan et la route nationale chinoise 204, qui la relie à Shanghai, Lianyungang, Nantong, Taicang et Yantai, dans le Shandong.

## Économie
Funing accueille la Zone de développement économique du Jiangsu à Funing.

### Ressources minérales
Funing possède une mine de tourbe, dont les réserves sont évaluées à 2 985 000 tonnes. Les réserves de minéraux argileux représentent 5 819 000 m3. Le sable est aussi exploité, sur une superficie de 8,267 km2. Sa finesse (particules de 70 à 120 mesh) le fait employer dans l'industrie et la construction. La prospection pétrolière a permis de découvrir quelques gisements.

## Environnement
La faune sauvage du xian comprend le lièvre, le renard, la belette, la carpe commune, le carassin, la carpe noire, la tortue, l'anguille, le faisan, le canard sauvage, le coucou, le hibou, la pie grise, la grive, l'alouette, le canard mandarin, des grenouilles, des escargots, la couleuvre, des serpents, la palourde et le clam. Parmi les plantes sauvages, on peut mentionner le basilic et le plantain.

## Personnalité originaire duxian
- Chou Hsi-wei (chinois traditionnel: 周錫瑋, pinyin: Zhōu Xíwěi), né le 11 mars 1958, magistrat du comté de Taipei (Taiwan).